# Лангфорд (Британска Колумбија)
Лангфорд (енгл. Langford) је град у Канади у покрајини Британска Колумбија. Према резултатима пописа 2011. у граду је живело 29.228 становника.

## Становништво
Према резултатима пописа становништва из 2011. у граду је живело 29.228 становника, што је за 30,1% више у односу на попис из 2006. када је регистровано 22.459 житеља.
| 2006.  | 2011.  |
| ------ | ------ |
| 22.459 | 29.228 |